# Prosotas bhutea
Prosotas bhutea is een vlinder uit de familie van de Lycaenidae. De wetenschappelijke naam van de soort is voor het eerst gepubliceerd in 1884 door Lionel de Nicéville.
De soort is ontdekt in Sikkim (India).